# Powód
Powód (rodzaj żeński powódka; łac. actor) – jedna ze stron w postępowaniu cywilnym (w Polsce przed 1 lipca 2015 r. także w postępowaniu karnym jako powód cywilny) z powództwem w poszukiwaniu ochrony prawnej. 
Powodem może być osoba fizyczna, osoba prawna lub jednostka organizacyjna nie mająca osobowości prawnej.

## Miejsce zasiadania na sali sądowej
W trakcie rozprawy powód zajmuje miejsce po prawej stronie patrząc z perspektywy sądu (składu sędziowskiego).
Z perspektywy powoda stojącego twarzą do składu sędziowskiego będzie to strona lewa.